# Штефан-чел-Маре (Констанца)
Штефан-чел-Маре (рум. Ștefan cel Mare) — село у повіті Констанца в Румунії. Входить до складу комуни Саліньї.
Село розташоване на відстані 158 км на схід від Бухареста, 46 км на захід від Констанци, 125 км на південь від Галаца.

## Населення
За даними перепису населення 2002 року у селі проживали 573 особи, усі — румуни. Усі жителі села рідною мовою назвали румунську.